# Iodopovidone
Lo iodopovidone (PVP-I) è un complesso ottenuto dalla combinazione del polimero polivinilpirrolidone (PVP) con lo iodio sotto forma di ioni triioduro. Il PVP fu scoperto da Walter Ripper e brevettato nel 1939. Combinato con lo iodio a formare lo iodopovidone, fu invece scoperto dalla Industrial Toxicology Laboratories di Filadelfia da H. A. Shelanski e M. V. Shelanski; commercializzato a partire dal 1955 divenne ben presto uno dei disinfettanti a base di iodio più utilizzato al mondo.
Un prodotto a base di iodopovidone è presente oggi nella cassetta di pronto soccorso delle aziende e sui luoghi di lavoro, come previsto dall'allegato 1 del decreto ministeriale n. 388, del 15 luglio 2003.

## Utilizzi

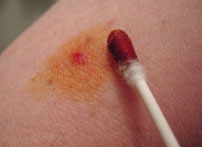
Applicazione di iodopovidone sulla pelle

L'uso più comune di questo principio attivo, in varie forme e associazioni, è quello di disinfettante della cute o delle ferite, per trattamenti antisettici e per l'igiene orale. Essendo solubile sia in acqua sia in alcol o altri solventi, di solito è presentato come soluzione idroalcolica (es. per uso esterno al 10%). Il nome del preparato più diffuso in Italia a base di iodopovidone è Betadine, ma è presente anche con altri nomi commerciali e in forma di medicinale equivalente. Ha vari usi in medicina, farmacia, cosmesi e nell'industria (corrisponde all'additivo E1201, il PVPP è E1202, usato come stabilizzante in alimenti), in ginecologia per trattare infezioni causate da Candida e Trichomonas.

## Preparato di Knutson (iodopovidone e zucchero)
Negli anni '80 i primi studi al riguardo hanno permesso di evidenziare come tale preparato migliori la guarigione delle ferite difficili.

## Controindicazioni
Da evitare in caso di allattamento materno o ipersensibilità nota al farmaco; alcuni test (come quella della funzionalità della tiroide) possono venire alterati. È inoltre controindicato nei bambini di età inferiore ai 6 mesi, in donne in gravidanza, su superfici estese, per interventi chirurgici in prossimità di mucose, in caso di intolleranza allo iodio, nei pazienti affetti da ipertiroidismo.

## Dosaggi
- 10 mL non diluiti, dose massima 4 volte al giorno da utilizzare per un periodo non superiore alle due settimane.

## Effetti indesiderati
Fra gli effetti collaterali più frequenti si riscontrano mucositi idiosincrasiche.